# Kabinet-Waldeck-Rousseau
Het Kabinet Waldeck-Rousseau was een Frans kabinet van 22 juni 1899 tot 7 juni 1902. De premier was René Waldeck-Rousseau.

## Samenstelling
Het Kabinet Waldeck-Rousseau bestond uit:
- René Waldeck-Rousseau - President van de Raad (premier), minister van Binnenlandse Zaken en Kerkelijke Zaken
- Ernest Monis - Minister van Justitie en Grootzegelbewaarder
- Joseph Caillaux - Minister van Financiën
- Théophile Delcassé - Minister van Buitenlandse Zaken
- Gaston, marquis de Galliffet - Minister van Defensie
- Jean-Marie Lanessan - Minister van Marine
- Georges Leygues - Minister van Onderwijs en Schone Kunsten
- Pierre Baudin - Minister van Openbare Werken
- Alexandre Millerand - Minister van Handel, Industrie, Posterijen en Telegrafie
- Jean Dupuy - Minister van Landbouw
- Albert Decrais - Minister van Koloniën

Wijzigingen
- 29 mei 1900 - Louis André volgt Galliffet op als minister van Defensie